# ブラッシュ・モーター・カー・カンパニー

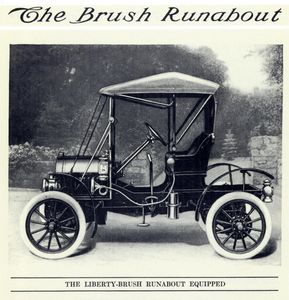
1912年型ブラッシュ・ラナバウト

ブラッシュ・モーター・カー・カンパニー（Brush Motor Company ）はミシガン州デトロイトにアランソン・P・ブラッシュ（Alanson P. Brush ）が創業した自動車メーカー。
軽量木製シャーシ（実際は木製のレールに鉄製のクロスメンバー）、フリクション＝ドライブ・トランスミッション、つり下げ軸受とコイルスプリングを使用した。コイルスプリングは圧縮ばねではなく引っ張りばねを利用した。
単気筒から4気筒まで小型ラナバウトのメーカーが数多くあったがブラッシュは発明家らしく普通でないデザインを多用していた。エンジンは大型の単気筒水冷エンジン。エンジンはブラッシュ自身がデザインしていた。セルモーターの発明以前であり、ブラッシュはクランク棒の回転は右利きの人には反時計回りが安全だと考え、通常時計回りのクランク回転を反時計回りとした。
1910年に会社はベンジャミン・ブリスコーのユナイテッド・ステーツ・モーター・カンパニーの一部に組み入れられ、1913年に終了している。